# علم القهرمانة
علم القهرمانة (توفيت حوالي 945) كانت أحد القهرمانات للخليفة العبَّاسي المستكفي بالله (الذي حكم بين 944-946) وأشدَّهُنَّ نُفوذًا.

## سيرة شخصية
كانت جارية من بلاد فارس تُدعى حسن الشيرازيَّة، قبل مجيئها إلى العاصمة بغداد وتُصبح جزءاً من جواري الخليفة، وكانت صفتها قهرمانة، تمتَّعت بنفوذ كبير في عهد المستكفي بالله رغم قصر مُدته، وقيل: "أصبحت عَلَم قهرمانة الخليفة المستكفي، وتسلطت على جميع شؤونه". كما شكلت تحالفًا مع قائد الجيش الجنرال التركي توزون، وكان لهما تأثير كبير على شؤون الدولة، مدعومين بتأثير مواقف كُلِّ مِنهُما.
يقول مسكويه:
"لقد عانى بلاط المستكفي من أذل الأوقات في عصور الخلفاء، لأنه أصبح تحت سيطرة ونفوذ امرأة فارسية تدعى حسن، وقد اجتمع حولها العديد من الفاسدين والأشرار، وشكلوا حاشيتها، وكانت تتفقد حُجاب وغُلمان الخليفة في مجلس يسمى الهودان الذي لا يصل إليه إلا الوزير، ونتيجة لذلك تمزقت هيبة الخلافة وكرامتها، وضاعت مراسم البلاط، وأصبح قصر الخليفة يمكن الوصول إليه من قبل الكثيرين (يسمح لها بذلك)، وأرادت مكافأة توزون، فجعلت الخليفة يعامله بمراسم لم يسمع بها قبل هذا الوقت.
حاولت إقامة علاقات جيدة مع الأمراء البويهيين، وأقامت عدة مآدب على شرفهم، على أمل أن يدعموا الخليفة ضد أي معارضة.

## السقوط
توفي حليفها توزون قبل وقت قصير من سقوط المستكفي، حينما دخل الأمير معز الدولة البويهي العاصمة العبَّاسيَّة بغداد عام 945، اعتقلها هي والخليفة فسمل عيناه وخلعه من الحكم، واتهمها بالعمل ضده وقطع لسانها واستولى على أموالها.
وكانت آخر قهرمانة معروفة بممارسة نفوذها السياسي على شؤون الدولة العبَّاسيَّة.